# Euphorbia umbelliformis
Euphorbia umbelliformis là một loài thực vật có hoa trong họ Đại kích. Loài này được (Urb. & Ekman) V.W.Steinm. & P.E.Berry mô tả khoa học đầu tiên năm 2007.